# Baldersnäs (naturreservat)
Baldersnäs är ett naturreservat runt herrgården med samma namn i Steneby socken i Bengtsfors kommun i Dalsland. Reservatet inrättades 1975 och förvaltas av Västkuststiftelsen.
Naturreservatet består av en engelsk park runt herrgården samt betesmarker på en halvö i Laxsjön. Bland exotiska trädslag i parken märks weymouthtall, avenbok och blodbok.